# Ezio Bartalini
Ezio Bartalini (Monte San Savino, 24 giugno 1884 – Roma, 17 dicembre 1962) è stato un politico e giornalista italiano.

## Biografia
Ezio Bartalini nasce a Monte San Savino in provincia di Arezzo nel 1884 da una famiglia di forti tradizioni risorgimentali e progressiste, originaria di Cennina (Bucine).
Il padre Vittorio, funzionario statale, viene continuamente trasferito a causa delle sue non celate, anzi entusiastiche simpatie socialiste. Agli inizi del Novecento erano a Genova. È qui che Bartalini fa i primi passi nell'impegno politico. Si iscrive alla sezione genovese del PSI e diventa segretario del circolo "Germinal".
Nel 1911 si laurea in legge e diviene consulente legale della Federazione Lavoratori del Mare, legandosi di stretta amicizia con Giuseppe Giulietti.

### L'antimilitarismo socialista di Bartalini
Nel 1903, a soli 19 anni, fonda "La Pace" il primo periodico antimilitarista italiano (la testata  è disegnata dal pittore Plinio Nomellini), che dirigerà, fra alterne vicende e molte persecuzioni, fino al 1915, quando l'entrata in Guerra dell'Italia ne imporrà la cessazione.
L'antimilitarismo si differenzia dal pacifismo di stampo cristiano e umanitario perché, attraverso una analisi politica di stampo marxista, individua nell'esercito lo strumento principe dell'oppressione di classe, sia per l'uso frequente che ne viene fatto per reprimere scioperi e manifestazioni (i “fratelli contro i fratelli”), sia perché in caso di guerra fra Stati sono comunque e sempre i proletari a morire da un lato e dall'altro, mentre i capitalisti non ne traggono che profitti.
Del movimento antimilitarista Ezio diventa il più importante esponente in Italia. All'attività di pubblicista ed editore (la casa editrice "La Pace" pubblica libri e opuscoli, cartoline e materiale propagandistico), affianca dunque quella di propagandista attraverso innumerevoli conferenze in giro per l'Italia, ma anche in Francia e in Svizzera, e l'organizzazione e la partecipazione a congressi antimilitaristi e di Libero pensiero.
"La Pace" avrà una diffusione non indifferente per l'epoca e procurerà al suo direttore ed ai suoi redattori non poche denunce e persecuzioni - la sua diffusione giungendo ad essere vietata anche nell'Impero austriaco, in Svizzera e persino in Argentina - e vale a Bartalini un arresto e l'espulsione anche dalla "democratica" Svizzera.

### Il periodo bellico
Allo scoppio del conflitto europeo si impegna con tutte le sue forze contro l'intervento dell'Italia, scoprendo con amarezza che molti dei suoi ex-compagni sono passati al fronte interventista. Poi intensifica la pubblicazione de "La Pace", che dal 1º ottobre diventa bisettimanale, per cessare le pubblicazioni nel 1915 quando l'Italia entra in guerra.
Richiamato alle armi si rifiuta di presentarsi e viene prelevato dai carabinieri, arruolato per forza e assegnato, come soldato semplice, al reparto sanitario di Torino, perché rifiuta di maneggiare armi. Qui conosce e frequenta assiduamente Antonio Gramsci, finché non viene spedito al fronte, a lavorare in infermeria.
Esonerato dal servizio per aver contratto una grave forma di enterite, Bartalini si reca a Catania, dove si laurea in Lettere e Filosofia. Quindi si trasferisce a Piombino, dove è stato nominato direttore della Reale Scuola Tecnica e dove segue un progetto didattico antiautoritario decisamente all'avanguardia. Revocato dall'incarico per aver consentito una manifestazione studentesca a favore della pace, viene poi reintegrato.

### Il dopoguerra
È candidato nelle elezioni politiche e nel 1920 viene eletto consigliere provinciale di Pisa. A Piombino fa amicizia con Ettore Zannellini, poliedrica figura di medico progressista, studioso di medicina del lavoro, autore di un interessante studio sui Giurisdavidici, nonché archeologo dilettante, naturalista, fotografo raffinato e massone di alto grado, e si innamora della sua giovanissima figlia Lilia.
Nel 1921 si sposa con Lilia, aderisce al Partito Comunista e si trasferisce a Genova dove inizia una intensa attività legale assumendo la difesa di antifascisti in molti processi in Liguria, Toscana e Piemonte. Memorabile la sua arringa "In difesa dell'Anarchia" al processo contro Ezio Taddei ed altri militanti anarchici. Questa sua attività non può non attirargli le ire del nascente regime.
Nel 1922, è appena nata la figlia Isa, il padre di Bartalini, Vittorio, viene riconosciuto da un gruppo di fascisti a Montevarchi e picchiato violentemente. Morirà a settembre per le conseguenze di quest'aggressione. Anche Bartalini viene aggredito più volte. Arrestato nel febbraio del '23 e minacciato di morte, si decide ad espatriare, anche per proteggere la moglie e la figlia.

### L'esilio politico

#### In Gran Bretagna, Francia e Belgio
Lo troviamo prima in Francia, poi in Inghilterra, dove tiene un comizio a Trafalgar Square in occasione della morte di Giacomo Matteotti, che gli vale la negazione del rinnovo del permesso di soggiorno. Ritorna in Francia con la famiglia e si stabilisce a Parigi. In esilio sopravvive dando lezioni d'italiano, facendo traduzioni e collaborando a diverse pubblicazioni antifasciste. A Parigi, insieme alla moglie, e con il sostegno di Giuseppe Prezzolini, fonda l'"Ecole Vivante", una società di servizi poliedrica, rivolta soprattutto agli immigrati, ai quali fornisce corsi di lingue, traduzioni, consulenza legale, visite della città, corsi di storia dell'arte. Nel 1925 vengono raggiunti dai suoceri, vittime delle persecuzioni anti-massoniche.
Insieme a Zannellini, Bartalini crea l'"Istituto per l'assistenza medico-legale ai lavoratori italiani immigrati all'estero". La famiglia sembra dunque essersi felicemente ricongiunta ed aver costruito una nuova, soddisfacente vita a Parigi, quando nel 1927 Bartalini viene improvvisamente arrestato dalla polizia francese ed espulso con provvedimento immediato dalla Repubblica. È così costretto a riparare clandestinamente in Belgio. Con l'aiuto della moglie e del suocero cerca in tutti i modi di far revocare il provvedimento, ma non c'è niente da fare. Niente altro che mettersi ad immaginare un nuovo luogo per il loro esilio.

#### In Turchia
Non potendo sognare un paese democratico (Bartalini ormai è stato espulso da ognuno dei pochi paesi “democratici” rimasti), sognano un paese mediterraneo. Devono escludere il Portogallo e la Spagna, e finalmente la scelta cade sulla Turchia, dove l'esperimento politico kemalista di laicizzazione e modernizzazione del paese sembra offrire interessanti prospettive. Bartalini parte in avanscoperta, raggiungendo Istanbul attraverso l'Austria e i Balcani. Nel novembre 1927 le autorità turche accettano la richiesta di soggiorno e pongono a Bartalini una sola condizione: rinunciare ad ogni attività politica. Provato dalle precedenti esperienze e privo di alternative egli accetta.
Decide dunque di cambiare totalmente vita e rinunciare a tutte le sue attività precedenti: non si occuperà più di politica, non farà il giornalista, non farà l'editore, non farà l'avvocato, non farà il professore. Farà l'allevatore di pecore. Con una piccola somma di denaro derivata dalla liquidazione del suo studio di avvocato a Genova compra un gregge e trova una bella casa in affitto nella campagna sulla riva asiatica del Bosforo. A dicembre lo raggiungono moglie, figlia, la vecchia mamma ed un piccolo gruppo di amici fedeli.
Ma nel '28 la Turchia viene colpita da un'epidemia di colera delle pecore che distrugge il gregge e tutti i risparmi dei Bartalini. Grazie alla sua perfetta conoscenza della lingua francese Bartalini trova però un incarico come professore di francese presso l'“American College” di Istanbul.
Entra nel frattempo in contatto con la colonia italiana e gli viene affidato l'incarico prima di correttore di bozze e poi di redattore culturale del giornale “Il Messaggero degli Italiani”. Pur non compromettendosi mai con le locali autorità fasciste e continuando a rifiutare la tessera, diventa ben presto la personalità italiana culturalmente più eminente ad Istanbul. Si dedica ad un intenso lavoro volto a far conoscere la cultura italiana in Turchia, ora che questo paese guarda con crescente interesse verso occidente, ma anche a far conoscere la cultura e la storia turca agli italiani, cercando di superare secolari pregiudizi e facendo un interessante lavoro di ricerca e di studio sulla cultura turca e sui legami culturali, storici e linguistici fra i due paesi, e in senso più lato, fra Oriente e Occidente. Il suo atteggiamento di positivo interesse nei confronti della politica progressista del governo di Atatürk e segnatamente dell'attività in favore dell'emancipazione della donna, della riforma laica dei costumi, della lotta all'analfabetismo e della riforma linguistica lo inducono ad intervenire al Congresso di filologia.

##### Attività accademica
In seguito a questo intervento, pare molto apprezzato dallo stesso Kemal, gli viene offerta nel 1933 la cattedra di filologia latina e filologia italiana all'Università di Istanbul, cui si aggiunge, l'anno successivo, la cattedra di Latino alla Facoltà di Giurisprudenza, nell'ambito del processo di secolarizzazione e occidentalizzazione del sistema giudiziario, che aveva assunto il codice italiano Zanardelli (1889) a modello del nuovo codice penale, mentre per quello civile era stato assunto a modello quello svizzero. Nel 1935 viene nominato corrispondente in Turchia dell'Istituto Interuniversitario Italiano e nel 1940 fiduciario per la Turchia della Società Dante Alighieri. La sua notorietà imbarazza le autorità italiane in Turchia, preoccupate per il suo antifascismo. Più volte sollecitato a prendere la tessera del Partito Nazionale Fascista, Bartalini riesce a trarsi d'impaccio ricordando di non poter prendere la tessera in quanto il padre era stato ucciso da una squadra fascista.
Nel 1934 la famiglia Bartalini viene raggiunta ad Istanbul dai genitori della moglie. Il padre, Ettore Zannellini, è gravemente ammalato ed arriva in Turchia solo per morirvi.
Alla fine d'agosto del 1939, su consiglio del console Mario Badoglio, la figlia, la moglie e le due nonne vengono rimpatriate in vista dei pericoli di una guerra imminente, nella quale si ignora che posizione avrebbe assunto la Turchia. Pur soffrendo moltissimo per questa separazione, Bartalini si rifiuta di rientrare nell'Italia fascista e prosegue le proprie attività ad Istanbul fino alla caduta del fascismo. A quel punto si adopera per organizzare un Comitato Italia Libera in Turchia e dopo la liberazione di Roma abbandona tutti i propri incarichi per rientrare avventurosamente in patria attraverso Siria, Palestina ed Egitto.

### Ritorno in Italia
Tornato in patria, Bartalini aderisce nuovamente al PSI, diviene segretario della Federazione di Roma e fonda il periodico Roma Socialista. Viene eletto deputato alla Costituente nella circoscrizione Pisa-Livorno-Massa Carrara e Lucca.
Nel 1947 viene inviato in Toscana dove svolge una intensa attività di riorganizzazione del partito. Contemporaneamente riprende la propria attività di pubblicista, collabora con Paese Sera e rifonda il periodico La Pace. Riprende anche l'attività di dirigente del Movimento della Pace, ed è proprio durante una riunione della Consulta della Pace, il 17 dicembre 1962, che, concluso il proprio intervento, Bartalini muore, colpito da infarto.

## Archivio
Il Fondo Ezio Bartalini nel 1995 è stato donato all'Archivio storico del Comune di Piombino per volere della figlia Isa ed è consultabile attraverso l'inventario.

## Opere
A cura di Tiziano Arrigoni:
- È arrivato Pietro Gori, Piombino, La Bancarella, 2007, ISBN 978-88-89971-71-0
- Il monsignore e il socialista, Piombino, La Bancarella, 2010, ISBN 978-88-89971-55-0
- con Eugenio Guarino, Tripoli Terra Incantata, Piombino, La Bancarella, 2007, ISBN 978-88-89971-57-4
- Te lo ricordi quel 18 aprile..., Piombino, La Bancarella, 2007, ISBN 978-88-89971-50-5
- Il mio Gramsci, Piombino, La Bancarella, 2007, ISBN 978-88-89971-73-4

- Garibaldi socialista, Piombino, La Bancarella, 2007, ISBN 978-88-89971-67-3